# Erhard Süß
Erhard Süß (* 12. November 1958) ist ein deutscher ehemaliger Fußballspieler. Von 1981 bis 1985 spielte er für die Betriebssportgemeinschaft BSG Wismut Aue in der DDR-Oberliga, der höchsten Liga im DDR-Fußball.

## Sportliche Laufbahn
Mit 16 Jahren wurde Erhard Süß in die Nachwuchsabteilung der BSG Wismut Aue aufgenommen. Ab 1975 spielte er in der Juniorenoberliga und gehörte von 1976 an dem Kader der Nachwuchsoberliga-Mannschaft von Wismut Aue an. In der Hinrunde der Saison 1978/79 hatte er dort als Stürmer einen Stammplatz inne, wurde aber im November 1978 zum Wehrdienst in der Nationalen Volksarmee eingezogen. 
Nach dem Ende seiner Militärzeit schloss er sich wieder der BSG Wismut Aue an und wurde im März 1981 in den Oberligakader aufgenommen. Bis zum Saisonende wurde er noch in fünf Oberligaspielen eingesetzt und erzielte am letzten Spieltag in der Begegnung BSG Wismut – 1. FC Magdeburg (2:1) sein erstes Oberligator. Unter dem neuen Trainer Hans-Ulrich Thomale entwickelte sich Erhard Süß 1981/82 als Mittelfeldspieler zur Stammkraft der 1. Mannschaft, blieb aber ohne Torerfolg. Diesen Status behielt er auch noch in der Hinrunde der Spielzeit 1982/83 mit elf Mittelfeldeinsätzen, ehe sich in der Rückrunde erste körperliche Schwächen bemerkbar machten. Sie führten dazu, dass er nur noch als Einwechselspieler vier Einsätze absolvieren konnte. 1983/84 erreichte Erhard Süß den Tiefpunkt seiner Karriere, als er nur fünfmal in Oberligaspielen aufgeboten wurde, von denen er nur eine Begegnung mit 90 Minuten durchspielte. In der Spielzeit 1984/85 verbesserte sich sein Zustand wieder, er konnte in 14 Oberligaspielen mitwirken und dabei drei Tore erzielen. Zum Saisonbeginn 1985/86 kam er zunächst in zwei Oberligaspielen zum Einsatz, danach bestritt er nur noch einen 18-minütigen Einsatz als Einwechselspieler und anschließend 18 Spiele in der zweitklassigen Mannschaft von Wismut Aue II. 
Erhard Süß beendete danach als 28-Jähriger seine Laufbahn als Leistungssportler. In seiner kurzen Laufbahn als Fußballspieler war er auf 65 Oberligaspiele mit vier Toren gekommen. Im DDR-Fußballpokal wurde er zehnmal eingesetzt (drei Tore), kam aber nie über das Achtelfinale hinaus.